# 重一生
重 一生（しげ いっせい、1994年12月5日 - ）は、ジャパンラグビーリーグワンルリーロ福岡に所属するラグビー選手。

## プロフィール
- 大阪府出身[1]。
- ポジションはスクラムハーフ(SH)、センター(CTB)、フルバック(FB)。
- 身長 170 cm、体重 76 kg
- U20日本代表に選ばれたことがある[2]。

## 略歴
2013年、常翔学園高校卒業後、帝京大学に入学する。なお常翔学園高校時代、高校日本代表に選ばれたことがある。
2017年、帝京大学卒業後、神戸製鋼に入社し、経理室に配属されると同時に、神戸製鋼コベルコスティーラーズ(現・コベルコ神戸製鋼スティーラーズ)に加入。同年8月18日に行われたジャパンラグビートップリーグ第1節のNTTドコモレッドハリケーンズ戦にて先発出場で公式戦初出場を果たす。
2022年、三重ホンダヒートに加入。
2024年6月、ルリーロ福岡に加入。